# Calingcing (Tegal Buleud)
Calingcing is een bestuurslaag in het regentschap Sukabumi van de provincie West-Java, Indonesië. Calingcing telt 1999 inwoners (volkstelling 2010).